# Bernhard von Krosigk
Bernhard von Krosigk (* 13. April 1582 in Sandersleben; † 8. November 1620 bei Prag) war Obristleutnant in Anhalt-Bernburg.

## Leben
Bernhard von Krosigk stammte aus dem Adelsgeschlecht Krosigk. Er war der jüngste Sohn des Hauptmanns Adolf von Krosigk und dessen Ehefrau Martha von Dachröden; der Kammerrat Albrecht Christoph von Krosigk war sein Bruder. Bernhard war im Besitz der Güter Maxdorf und Badegast.
Nach einer kurzen Zeit als Page am Hof in Köthen, begleitete Krosigk in den Jahren zwischen 1596 und 1602 seinen Fürsten, Ludwig I. von Anhalt-Köthen auf dessen ausgedehnter Cavalierstour. Bis einschließlich 1597 wurden die Niederlande, Großbritannien und Frankreich bereist und im darauf folgenden Jahr ging es weiter durch die Schweiz und Italien. 1602 führte die Reise dann durch Österreich, Ungarn und Böhmen zurück nach Köthen.
Zurück am Hof in Köthen wurde er mit den Jahren bis zum anhaltischen Rittmeister befördert. Als solcher  heiratete er am 22. Oktober 1609 Brigitta von Radestock und hatte mit ihr einen Sohn, Bernhard d. J. von Krosigk († 1643).
Noch im Gründungsjahr, 1617, nahm ihn Fürst Ludwig I. von Anhalt-Köthen in die Fruchtbringende Gesellschaft auf. Als Gesellschaftsname wurde ihm „der Reinliche“ und als Devise „unangerührt bestehts“ zugedacht. Als Emblem wurde ihm „eine ausgeblühete weiße Lilie“ („Lilium candidum L.“) verliehen. Im Köthener Gesellschaftsbuch führte man Bernhard von Krosigk unter der Nr. 8.
Im Regiment von Graf Georg Friedrich von Hohenlohe-Neuenstein-Weikersheim avancierte er bis zum Obristleutnant. Als solcher fiel er in der Schlacht am Weißen Berg am 8. November 1620, als die Armee unter Christian I. von Anhalt-Bernburg von Truppen der Katholischen Liga und Kaiserlichen vernichtend geschlagen wurde.